# Ducado de la Victoria

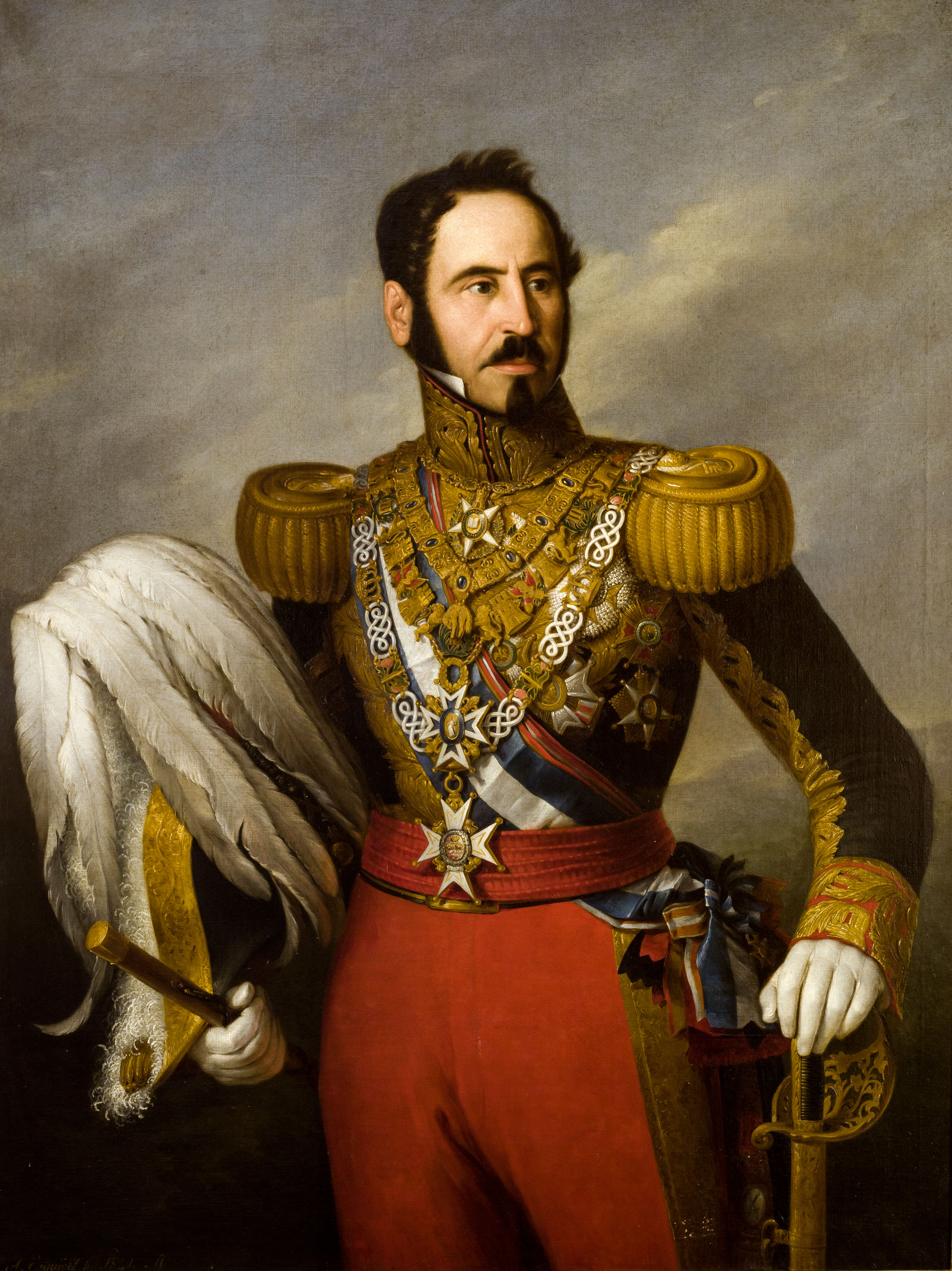
Baldomero Espartero, I duque de la Victoria, I duque de Morella, I conde de Luchana, I vizconde de Banderas y I príncipe de Vergara

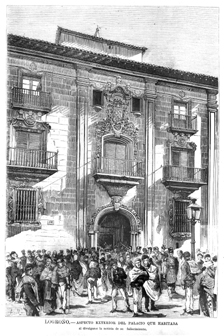
Palacio de Baldomero Espartero, en la ciudad de Logroño (La Rioja)

El ducado de la Victoria es un título nobiliario español, que lleva aparejada la grandeza de España de primera clase, creado el 14 de diciembre de 1839, por la reina Isabel II, a favor del capitán general Joaquín Baldomero Fernández-Espartero Álvarez de Toro.
Baldomero Espartero era hijo de Manuel Antonio Fernández Espartero y Cañadas y de Josefa Vicenta Álvarez de Toro y Molina.
Este mismo título fue concedido al general Tomás de Zumalacarregui e Imaz en 1836, por el pretendiente carlista Carlos V. En 1954, el general Francisco Franco reconoció como título del Reino, con grandeza de España incluida, el dado a Zumalacarregui por los carlistas, con la nueva denominación (quizás para distinguirlo del dado a Espartero) de duque de la Victoria de las Amezcoas.

## Antecedentes
Baldomero Espartero sobresalió como militar en las guerras carlistas, con victorias importantes, como la obtenida en Luchana, que le valió los títulos de conde de Luchana y vizconde de Banderas (ambos concedidos el 27 de marzo de 1837).
La firma de la Paz de Vergara que puso fin a la guerra contra los carlistas del norte de España, que le valió el título de duque de la Victoria, (concedido el 14 de diciembre de 1839), y más tarde por la derrota de los últimos carlistas en Morella, (Castellón), se le concedió el ducado de Morella.
Además de Capitán General de los Reales Ejércitos, fue presidente del Consejo de Ministros, en dos ocasiones, Regente del reino, en sustitución de María Cristina de Borbón-Dos Sicilias, y ya retirado de la vida política en su palacio de Logroño, (La Rioja), y estando España sin rey por la destitución de Isabel II en 1868, se le ofreció la corona de España, que rechazó, con buen juicio, pues consideraba absurdo ser "Baldomero I", e iniciar una nueva dinastía, precisamente él, que no tenía descendientes, ya que carecía de hijos que le sucedieran.
Se opuso a la elección de un príncipe extranjero para asumir la corona de España, pero el Congreso de los Diputados y el empeño del General Prim, hicieron que la corona recayese, finalmente, en Amadeo de Saboya, duque italiano de Aosta, quién siendo ya rey de España le visitó en Logroño y le concedió el 21 de enero de 1872, el título de príncipe de Vergara con carácter vitalicio, pero con tratamiento de "Alteza Real".

## Duques de la Victoria
|                        | Titular                                               | Periodo                |
| Creación por Isabel II | Creación por Isabel II                                | Creación por Isabel II |
| ---------------------- | ----------------------------------------------------- | ---------------------- |
| I                      | Joaquín Baldomero Fernández-Espartero Álvarez de Toro | 1839-1879              |
| II                     | Eladia Fernández de Espartero y Blanco                | 1879-1893              |
| {III                   | Pablo Montesino y Fernández-Espartero                 | 1893-1936              |
| IV                     | José Luis Montesino-Espartero y Averly                | 1957-1972              |
| V                      | Pablo Montesino-Espartero y Juliá                     | 1972-2010              |
| VI                     | Pablo Montesino-Espartero y Velasco                   | 2011-actualidad        |

## Historia de los duques de la Victoria
Las personas que han ostentado el título son:

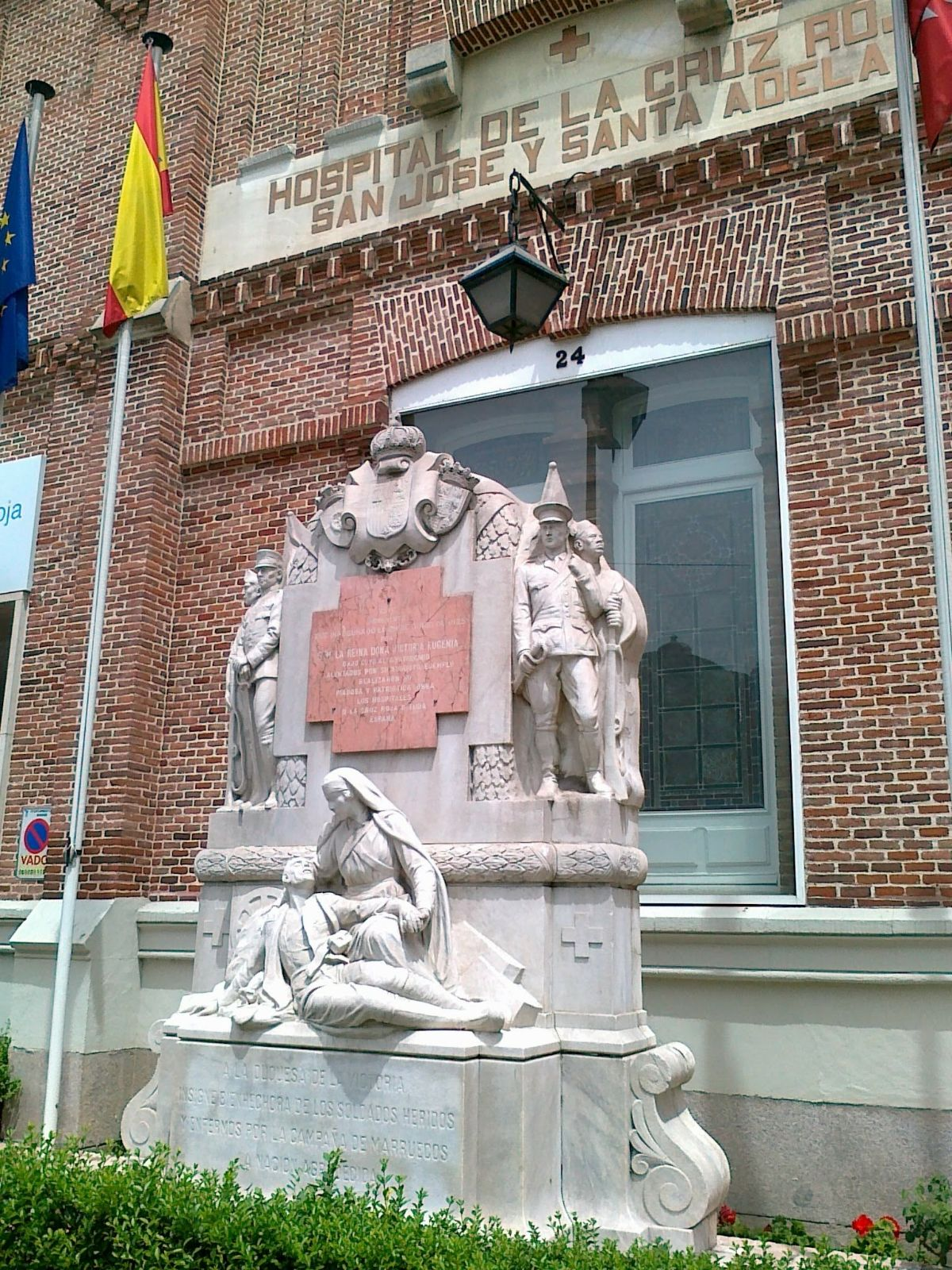
Monumento a la duquesa de la Victoria

- Joaquín Baldomero Fernández-Espartero Álvarez de Toro (1793-1879), I duque de la Victoria,[1][2] I conde de Luchana, I vizconde de Banderas, I Príncipe de Vergara (vitalicio) y I duque de Morella (vitalicio).

Casó con María Jacinta Martínez de Sicilia y Santa Cruz. Sin descendientes. Le sucedió su sobrina, hija única de su hermano Francisco Fernández Espartero y Álvarez de Toro:
- Eladia Fernández de Espartero y Blanco (m. 15 de octubre de 1897),  II duquesa de la Victoria[3][2] y II condesa de Luchana. No heredó los títulos de duquesa de Morella, ni princesa de Vergara, por ser estos dos títulos personales y vitalicios.

Casó con Cipriano Segundo Montesino y Estrada, presidente de la Real Academia de Ciencias y senador. Le sucedió su hijo:
- Pablo Montesino Espartero (1867-1 de diciembre de 1936), III duque de la Victoria, grande de España[2] y III conde de Luchana.

Casó con María del Carmen Angoloti y Mesa. Sin descendientes, le sucedió su sobrino, hijo de Luis Montesino y Fernández-Espartero (m. 7 de abril de 1957), I marqués de Morella, y de su esposa, Ana Averly y Lassalle.
- José Luis Montesino-Espartero y Averly (1901-18 de abril de 1972[4]), IV duque de la Victoria, grande de España y IV conde de Luchana,[5] y II marqués de Morella.

Casó con María del Carmen Juliá y Bacardí. Le sucedió su hijo:
- Pablo Montesino-Espartero y Juliá (1972-2010), V duque de la Victoria y II vizconde de Banderas. Este V duque y su hijo el VI duque han permitido a Adrian Schubert consultar los papeles del I duque, lo que hizo posible la escritura del libro de Schubert sobre el I duque, The Sword of Luchana: Baldomero Espartero and the Making of Modern Spain, 1793–1879. [6]

Casó con María del Carmen Velasco y Martín de Rosales. Sucedió su hijo:
- Pablo Montesino-Espartero y Velasco (2011-actual), VI duque de la Victoria.[7] Es diplomático y actualmente es el cónsul general de España, en la ciudad de São Paulo, en la República Federativa del Brasil, desde agosto de 2023.